# أوري واينبرغ
أوري واينبرغ (بالعبرية: אורי וינברג‏) هو مدرب كرة قدم ولاعب كرة قدم إسرائيلي، ولد في 24 مارس 1937 في الخضيرة في إسرائيل، وتوفي في 6 مارس 2012. شارك مع منتخب إسرائيل لكرة القدم. أما مع النوادي، فقد لعب مع هبوعيل حيفا.

## وصلات خارجية
- أوري واينبرغ على موقع قاعدة بيانات كرة القدم.إي يو (الإنجليزية)